# Робочий еталон
Робочий еталон (англ. working measurement standard) — еталон, який використовується для регулярних калібрувань або повірки засобів вимірювальної техніки  .
Робочі еталони служать для передачі розміру одиниці вимірювання робочим засобам вимірювальної техніки, та іншим, менш точним, робочим еталонам.
Робочі еталони в експлуатації підлягають калібруванню.

## Робочі еталони в  Україні
Калібрування робочих еталонів, які використовуються під час повірки законодавчо регульованих засобів вимірювальної техніки,  в Україні проводиться в порядку, встановленому нормативно-правовим актом центрального органу виконавчої влади, що забезпечує формування державної політики у сфері метрології та метрологічної діяльності . Міжкалібрувальні інтервали - максимальні проміжки часу між двома послідовними калібруваннями - за цього мають відповідати вимогам OIML D 23 або . Калібрування зазначених еталонів проводиться науковими метрологічними центрами, які мають міжнародно визнані калібрувальні та вимірювальні можливості за відповідними видами та підвидами вимірювань із застосуванням національних еталонів або науковими метрологічними центрами, метрологічними центрами, калібрувальними лабораторіями, акредитованими Національним органом України з акредитації. 
Міжкалібрувальні інтервали для робочих еталонів, які не використовуються під час повірки законодавчо регульованих засобів вимірювальної техніки, встановлюються їх користувачами. Їх калібрування може проводитися або науковими метрологічними центрами, або метрологічними центрами, калібрувальними лабораторіями, акредитованими Національним органом України з акредитації чи метрологічними центрами, калібрувальними лабораторіями, які мають документально підтверджену простежуваність своїх еталонів до національних еталонів, еталонів інших держав або міжнародних еталонів відповідних одиниць вимірювання. 
Калібрування робочих еталонів в Україні в експлуатації та оформлення його результатів проводяться відповідно до національних стандартів, гармонізованих з відповідними міжнародними та європейськими стандартами, та документів, прийнятих міжнародними та регіональними організаціями з метрології. 
Слід зазначити, що до прийняття в 1998 році Закону України "Про метрологію та метрологічну діяльність"  робочі еталони в Україні називалися зразковими засобами вимірювання.